# 井上清 (歴史学者)
井上 清（いのうえ きよし、1913年12月19日 - 2001年11月23日）は、日本の歴史学者。京都大学名誉教授。日本史専攻。明治維新や軍国主義、尖閣諸島、元号、部落問題に関する著作がある。

## 来歴
高知県出身。旧制高知高等学校を経て、1936年東京帝国大学文学部国史学科卒業。羽仁五郎の指導を受けた。戦時中は文部省の維新史や帝室学士院史の編集に嘱託として携わる。
戦後は在野で、歴史学研究会などで講座派マルクス主義の立場からの日本近代史研究の第一人者として活躍、『天皇制の歴史』で天皇制を批判した。貝塚茂樹の仲介で京都大学人文科学研究所に勤務。1954年に助教授、1961年に教授、1977年に退職。
部落解放運動と部落問題の研究に従事した。1954年には従来使われていた「特殊部落」「未解放部落」の語に代わって「被差別部落」の語を考案し、自らの論文の副題（『改造』1954年10月号掲載「83年目の解放令─被差別部落の物語」）に使用している。部落問題研究所理事として運営にも関わる一方で、部落解放同盟全国大会の運動方針起草を手がけたこともあった。1960年代後半に発生した、部落解放同盟京都府連分裂に端を発する文化厚生会館事件に対しては、当初部落問題研究所理事の立場から朝田善之助ら解放同盟主流に対し批判的立場をとり、日本共産党が支援する三木一平らと行動をともにした。
中華人民共和国における文化大革命や全学共闘会議の活動を支持し、この立場から日本共産党を批判したため、1967年に日本共産党を除名された。1967年に羽田事件で死亡した京大の中核派活動家山崎博昭の追悼集会においては追悼文を読み上げている。1968年に大塚有章が創立した毛沢東思想学院の講師としても、精力的に活動した。
日本共産党を除名されたのち部落解放同盟との関係が改善し、1969年の矢田事件以降は、部落問題、尖閣諸島問題等で共産党の姿勢を厳しく批判した。
1997年中国社会科学院から名誉博士号を授与された。
名誉教授就任後はピースボートの活動に積極的に参加していた。孫娘もピースボートのボランティアとして活動していた。
晩年は『しんぶん赤旗』に掲載される共産党支持者リストに名を連ねていた。

## 発言・活動

### 尖閣諸島問題
井上は、論文「釣魚諸島（尖閣列島等）の歴史と帰属問題」を歴史学研究会機関誌『歴史学研究』1972年2月号に、また論文「釣魚諸島（尖閣列島など）は中国領である」を、日本中国文化交流協会機関誌『日中文化交流』1972年2月号に発表した。さらに同1972年10月に『「尖閣」列島－釣魚諸島の史的解明』(現代評論社)を発表した。
これらの論考のなかで、井上は、中国は歴史的に尖閣諸島を領有していたと主張し、日本の尖閣諸島領有は国際法的に無効と主張した。井上は同書で尖閣諸島は「どの一つの島も、一度も琉球領であったことはない」と主張し、また日本が日清戦争に勝利した際に奪い取ったものであるとした。琉球の史書における釣魚諸島の表記に関しては、琉球の学者程順則が1708年に執筆した『指南広義』は「皇帝の臣が中山王（琉球王）で、程はその家来であるから、清皇帝のまた家来＝陪臣となる」がゆえに、清朝皇帝のために書かれたもので、「この本は、琉球人が書いたとはいえ、社会的・政治的には中国書といえる」と指摘している。さらに、「この島々は、琉球人には、中国の福州から那覇へ来る航路に当るということ以外には、何の関係もなかった」「琉球人のこの列島に関する知識は、まず中国人を介してしか得られなかった」と主張した。
さらに、「第二次大戦で、日本が中国をふくむ連合国の対日ポツダム宣言を無条件に受諾して降伏した瞬間から、同宣言の領土条項にもとづいて、自動的に中国に返還されていなければならない。それをいままた日本領にしようというのは、それこそ日本帝国主義の再起そのものではないか」と当時の日本政府の動向を批判し、「古来、反動的支配者は、領土問題をでっちあげることによって、人民をにせ愛国主義の熱狂にかりたててきた。再起した日本帝国主義も、『尖閣列島』の『領有』を強引におし通すことによって、日本人民を軍国主義の大渦の中に巻きこもうとしている」と警告した。また、同書では日本共産党や『朝日新聞』社説などについても「佐藤軍国主義政府とまったく同じく、現代帝国主義の『無主地』の概念を、封建中国の領土に非科学的にこじつけて、自分たちにつごうの悪い歴史を抹殺しようとしている」と批判している。
1972年の論文等について「もともと中国の歴史はあまり勉強していなく、まして中国の歴史地理を研究したことは一度もない私が、沖縄の友人や京都大学人文科学研究所の友人諸君の援助を受けて、一カ月余りで書き上げた」と語っている。
『「尖閣」列島－釣魚諸島の史的解明』は、日本での出版から半年も経ない翌年2月に中国語版が香港において出版された。井上はこの中国語版について「香港、台湾、各地の華僑の間で大いに読まれ、中国でも知り合いの歴史家から褒められた」と述べている。
現代評論社版は出版社の倒産に伴い絶版となった。元日本赤軍構成員で井上の旧友でもある北川明が代表取締役を務める第三書館から、1996年に新版が出版された。
2010年の中国外交部記者会見において、姜報道官は尖閣諸島問題に関しては「日本の井上清の『「尖閣」列島』を読むべき」との発言を行っている。

#### 批判
国際法学者の奥原敏雄が1973年3月に「尖閣列島問題と井上清論文」を発表、井上の論文を批判した。
医師で在野の琉球史家の原田禹雄は、「冊封琉球使録」などの史料解釈を誤りとし、井上の著書を批判した。
黄文雄は、井上の著書『「尖閣」列島－釣魚諸島の史的解明』について、「井上清・元京大教授の『「尖閣」列島』は、その内容がまちがいだらけで完膚なきまでに論破されている。中国の外務省は今でも、台湾で出版された同書の漢訳本を論拠としている。中国政府が2012年9月25日にやっと出した『釣魚島白書』は、かつての『台湾白書』同様、嘘だらけのもので、逆に中国政府は嘘のかたまりであることを世に知らしめた」と評している。

### 文革礼賛
- 「中国のプロレタリア文化大革命は、プロレタリア独裁の下で、人民の大民主を実行し、思いきり大衆を立ち上がらせ、マルクス・レーニン・毛沢東思想を堅持し実践して、中国を永久に変色しない社会主義の国として発展させ、やがて共産主義に中国人民と全人類を導いていく前人未踏の大革命であり、それが大勝利のうちに発展しています。…毛沢東思想万歳、万万歳！」[6]
- 「頭のてっぺんから足のつまさきまで武装しているアメリカ帝国主義と日本独占資本、反動派のこの反革命の暴力を革命の暴力によって打倒する以外に権力をとる道はありえない。」[7]
- 「文化大革命は、結局、ソ連がつまずいたことを反面教師として、資本主義が復活するのを防ぐ保障をうちたて、社会主義を発展させる、そのような人間、そのような教師をつくり出すということだと思います。それは数千年の私有財産制化につくられてきた人間とは根本的にちがう人間をつくることですから、一度や二度の文化大革命で、できるはずもなく、これから何回もくり返し何十年もかかるだろう、毛沢東はそこまで視野にいれているわけですが、こうしてソ連よりもはるかに進んだ社会と人間が中国にすでにできており、かつその方向にのみ人類の未来があるのだから、文革の中国こそ現代の世界史の頂点である。そこから世界史を見て再構成されねばならないと歴史家として私は考えている」[8]

### 元号
昭和から平成へと代わる時期に、元号問題について「元号ではなく、西暦を採用すべきだ」という趣旨の発言を行った。

### 天皇
井上の京都大学時代の教え子である歴史学者の伊藤之雄京都大学教授は、自著『昭和天皇伝』（文藝春秋、2011年）のなかで、井上の著書『天皇の戦争責任』 (現代評論社、1975年)のことを、論理が飛躍した杜撰な研究と酷評している。

## 著書

### 単著
- 『日本女性史』（三一書房　1948年）
- 『明治維新』（東京大学出版会 1951年）
- 『天皇制-軍隊と軍部』（東京大学出版会 1953年）
- 『条約改正-明治の民族問題』（岩波新書 1955年）
- 『日本の歴史』全3（岩波新書 1963-66年）
- 『日本帝国主義の形成』（岩波書店 1968年／岩波モダンクラシックス 2001年）
- 『部落の歴史と解放理論』（田畑書店 1969年）
- 『日本近代史の見方』（田畑書店 1969年）
- 『西郷隆盛』（中公新書 1970年）
- 『「尖閣」列島－釣魚諸島の史的解明』(現代評論社1972年10月)(第三書館2012年10月)ISBN 9784807412099
- 『宇垣一成』（朝日新聞社 1975年）
- 『天皇の戦争責任』（現代評論社 1975年／岩波書店［同時代ライブラリー］ 1991年）
- 『私の現代史論』（大阪書籍 1982年）
- 『天皇・天皇制の歴史』（明石書店 1986年）
- 『天皇制と部落差別-さわらぬ神にたたりあり』（明石書店 1988年）
- 『元号制批判-やめよう元号を』（明石書店 1989年）
- 『昭和天皇の戦争責任』（明石書店 1989年）
- 『井上清史論集』（岩波現代文庫 2003-04年）

1. 「明治維新」ISBN 4006001118
2. 「自由民権」ISBN 4006001134
3. 「日本の軍国主義」ISBN 4006001134
4. 「天皇の戦争責任」ISBN 9784006001148

### 共著
- 部落問題研究所編『部落の歴史と解放運動』（1954年）　近代篇・現代篇を担当

### 編著
- 『大正期の政治と社会』（岩波書店, 1969年）
- 『不屈のマルクス主義者河上肇-生誕百年を記念して』（現代評論社, 1980年）

### 共編著
- （渡部徹）『米騒動の研究（1-5）』（有斐閣, 1959年-1962年）
- （渡部徹）『大正期の急進的自由主義-「東洋経済新報」を中心として』（東洋経済新報社, 1972年）
- （衛藤瀋吉）『日中戦争と日中関係-盧溝橋事件50周年日中学術討論会記録』（原書房, 1988年）